# Okakarara (Wahlkreis)
Okakarara ist ein namibischer Wahlkreis in der Region Otjozondjupa. Er umfasst unter anderem die gleichnamige Stadt Okakarara. Der Wahlkreis hat eine Fläche von 14.643 Quadratkilometer und etwa 31.000 Einwohner (Stand 2023).

## Wahlen
| Wahl | Name               | Partei | Stimmenanteil |
| ---- | ------------------ | ------ | ------------- |
| 1992 |                    |        |               |
| 1998 | Asser Mbai         | DTA    | 82,4 %        |
| 2004 | Vetaruhe Kandorozu | NUDO   | 56,5 %        |
| 2010 | Vetaruhe Kandorozu | NUDO   | 57,8 %        |
| 2015 | Vetaruhe Kandorozu | NUDO   | 48,4 %        |
| 2020 | Abdal Mutjavikua   | NUDO   | 38,2 %        |